# ريديت (جيولوجيا)
ريديت هو اسم عام يستخدم للصخور الرسوبية التي تتكون من حبيبات حتاتية مستديرة أو ذات زوايا، مثل الحبيبات والحصى المتوسطة والحصى الكبيرة والجلاميد، وهي أكثر خشونة من الرمل في الحجم. تشمل الريديتات الصخور الرسوبية والتي تتكون من كل من السيليسية الفتاتية (مثلا الرصيص والمدملكات)، وحبيبات صخر الكربونات (مثلا كالسيريديت ورودستون). هذا المصطلح يعادل المصطلح اليوناني المشتق، البسيفيت. تم اقتراح مصطلح ريديت في البداية بواسطة غرابو (Grabau)  كـ "rudyte". وهي مشتقة من الكلمة اللاتينية، "rudus"، من أجل «الحجر المكسر»، «القمامة»، «الحطام»، و «الأنقاض».
يمكن إيداع الرديتات في مجموعة متنوعة من البيئات البحرية وغير البحرية. في البيئات غير البحرية، تتراكم الحصى، والتي يتم تحويلها لاحقًا لتصبح روديت، داخل القنوات النهرية ضمن المراوح الغرينية وكترسبات جليدية. في البيئات البحرية، الريديتات ترسبت على طول الضفاف كجزء من الشواطئ، كتكتلات قاعدية أثناء التجاوزات البحرية في أعماق البحار من خلال الهبوط والترسبات العكرية. الريديتات تتألف إلى حد كبير من الحصى السيليسية الفتاتية المستديرة فهي تكتلات (conglomerates) أما غيرها فتتألف من الحصى السيليسية الفتاتية ذات الزوايا فهي بريسياس (breccias).

## التصنيف
يعطي بيتيجون  المصطلحات الوصفية التالية استنادًا إلى حجم الحبيبات، مع تجنب استخدام مصطلحات مثل «الصلصال» أو «الطُفال» التي تنطوي على آثار التركيب الكيميائي:
| النسيج | الشائع    | باليونانية       | باللاتينية     |
| ------ | --------- | ---------------- | -------------- |
| خشن    | حصى (ly)  | بسيفيت (بسيفيتي) | ريديت (ريديسي) |
| متوسط  | رمل (y)   | بساميت (بساميتي) | أرينيت (رملي)  |
| ناعم   | طيني (ey) | بيليت ( بيليتي ) | ليتيت (ليتاسي) |